# Brzeście (powiat pińczowski)
Brzeście – wieś w Polsce, położona w województwie świętokrzyskim, w powiecie pińczowskim, w gminie Pińczów, u podnóża Garbu Pińczowskiego, w pobliżu Pińczowa i Buska Zdroju, nad rzeką Nidą.
| SIMC    | Nazwa        | Rodzaj     |
| ------- | ------------ | ---------- |
| 0262740 | Kolonie      | część wsi  |
| 0262757 | Miasteczko   | część wsi  |
| 0262763 | Ulica Ptasia | część wsi  |
| 0262765 | Podedwór     | część wsi  |
| 0262770 | Zaborcze     | przysiółek |

W Brześciu działa klub sportowy LZS Brzeście założony w 1999.

## Historia
Wieś istniała już w średniowieczu, jest wzmianka w dokumencie z 1385, kiedy nazywała się Brzeszcze (brzost to gatunek wiązu, brzeście to zbiorowisko brzostów – las wiązowy).
Jan Długosz wymieniał ją jako stale należącą do parafii w Pińczowie. Wspominają o niej źródła klasztoru paulinów, dotyczące sypania kopców granicznych pomiędzy Skowronnem a Brześciami, które w 1469 należały do Andrzeja Oleśnickiego. Przez kolejne wieki miejscowość ta wchodziła w skład majątków dziedziców Pińczowa.
W 1827 gościła w tutejszym dworze pisarka Klementyna z Tańskich Hoffmanowa. Przez dwa dni pobytu oglądała okolicę, a potem napisała o tym reportaż. We wsi stało wtedy 27 domów, a ludność liczyła 267 osób.
Po powstaniu listopadowym dobra ziemskie Brzeście będące własnością Jana Olrycha Szanieckiego zostały skonfiskowane za jego udział w powstaniu a on sam został skazany na karę śmierci.
W latach powstania styczniowego właścicielem Brześci był Rudolf Mieszkowski, którego dwór udzielał schronienia i pomocy partyzantom. W połowie grudnia 1863 zatrzymał się we wsi oddział konny Jana Newlina Mazarakiego; jeden z plutonów wraz z dowódcą kwaterował we dworze, reszta po chałupach. W 1864 w wyniku uwłaszczenia chłopów przeprowadzonego na mocy ukazu cara Aleksandra II Romanowa mieszkańcy Brześcia stali się właścicielami posiadanej ziemi i budynków. W 1869 folwark w Brześciu kupił profesor prawa rzymskiego Władysław Okęcki. Od 1918 znajdujący się tu dworek należał do Konstantego Okęckiego. 
W wyniku agresji niemieckiej na Polskę Brzeście trafiło pod okupację niemiecką. Pod zarzutem udzielania pomocy partyzantom Batalionów Chłopskich Niemcy zamordowali 13 mieszkańców Brześcia. Po zakończeniu wojny zabitym wzniesiono pamnik na którym umieszczono napis: ZAMORDOWANYM PRZEZ HITLEROWCÓW W LATACH 1943-1944. CZEŚĆ ICH PAMIĘCI. LISTOPAD 1967 R..
Po drugiej wojnie światowej dworek w Brześciu popadł w ruinę, obecnie nie ma po nim śladu. Obecnie jest to teren zakładu hodowli zwierząt tzw. "Bycarnio".
W latach 1954–1959 wieś należała i była siedzibą władz gromady Brzeście, od 1960 r. siedzibą gromady było miasto Pińczów, a w 1962 zmieniono nazwę gromady na Pińczów. W latach 1975–1998 miejscowość należała administracyjnie do województwa kieleckiego.

## Oświata
- Szkoła Podstawowa w Brześciu
- Przedszkole Gminno-Powiatowe w Brześciu

## Układ komunikacyjny
Przez Brzeście przebiega droga wojewódzka nr 766 z Morawicy 73, przecinając w odległym o około 3 km Pinczowie drogę wojewódzką nr 767 biegnie dalej na południe do Węchadłowa 768.